# Zeiss-Werk Wien

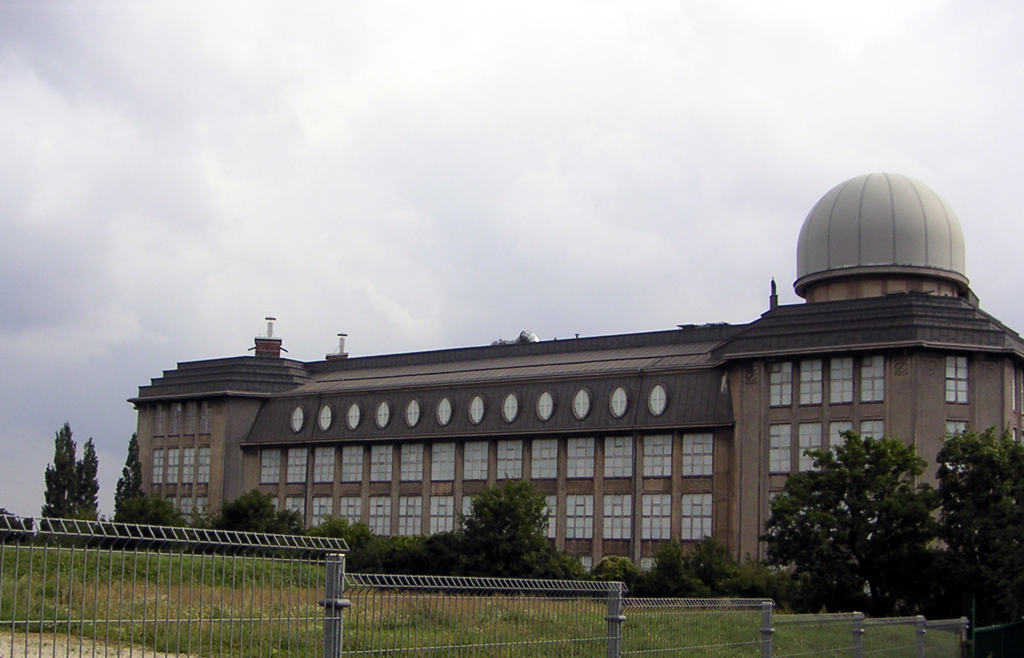
Ehemaliges Zeiss-Werk in Wien, 2005

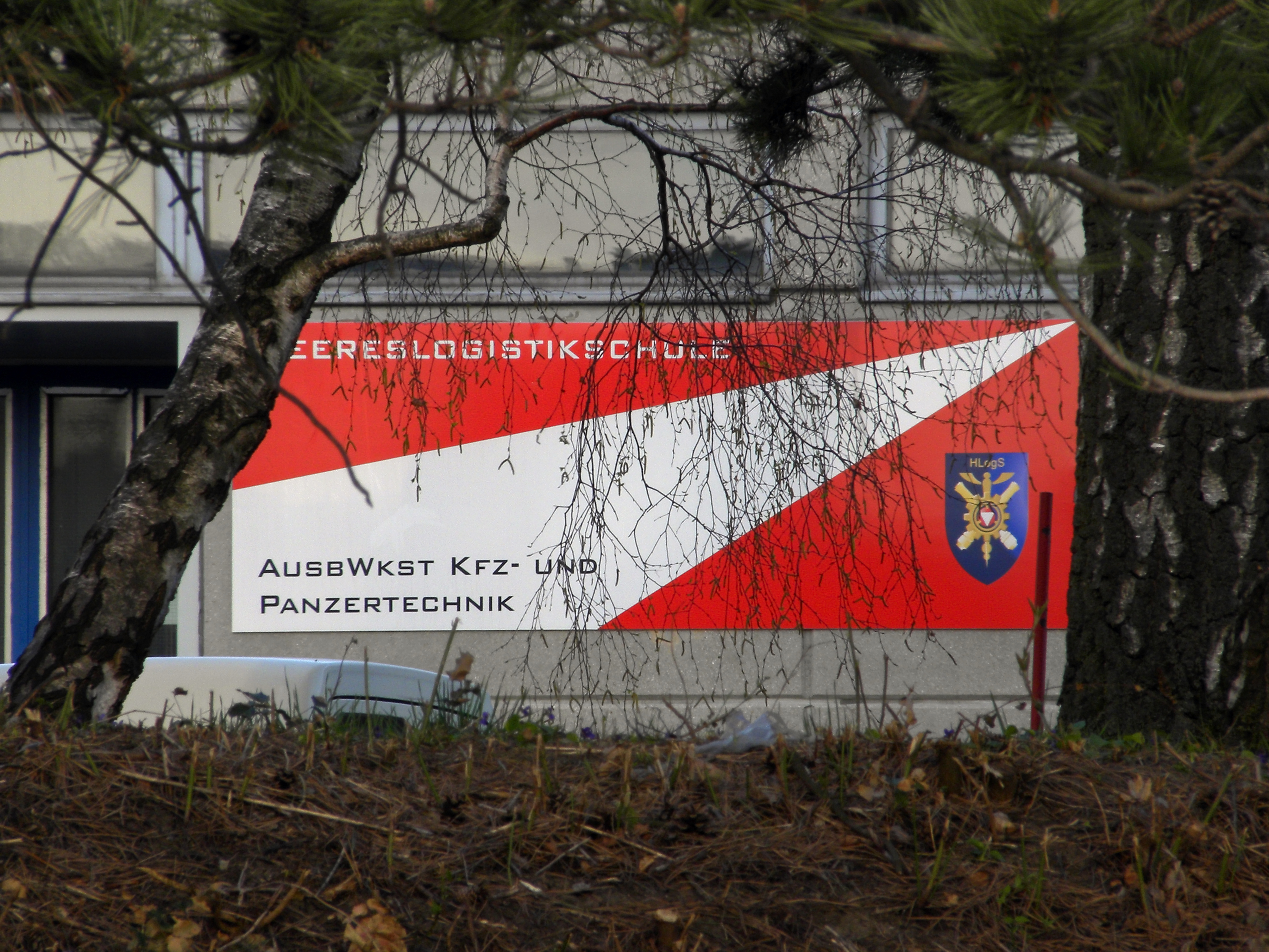
Ausbildungswerkstätte für KFZ- und Panzertechnik der HLogS

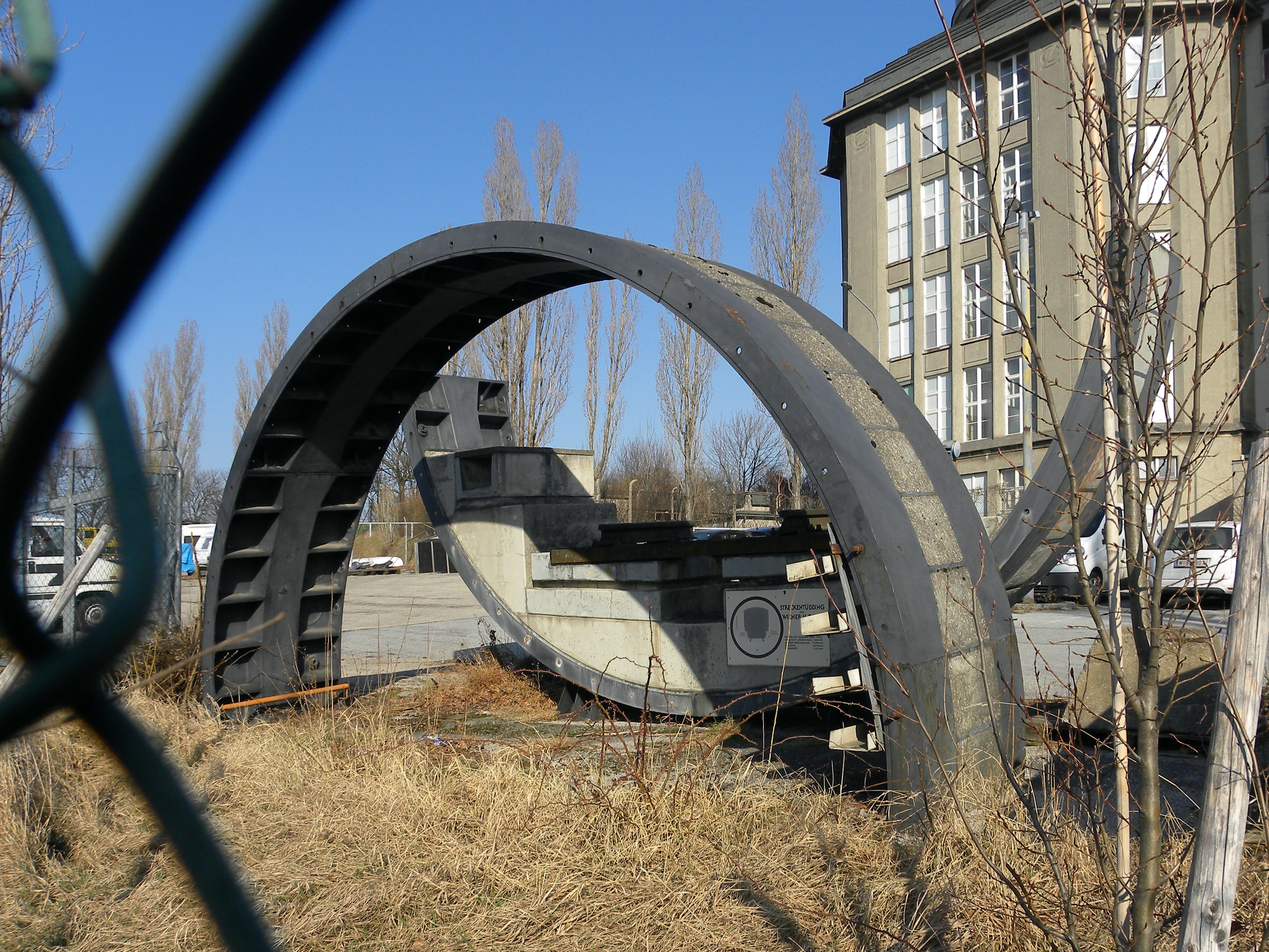
Auf dem Gelände verrostendes Streckentübbing der Wiener U-Bahn

Das Gebäude des Zeiss-Werks Wien wurde 1916 im 14. Wiener Gemeindebezirk Penzing an der Abbegasse 1 errichtet. 1936 bis 1987 wurde es als „Radiowerke Horny“ und „Wiener Radiowerke AG“ (WIRAG) bezeichnet, als Standort des Bundesheeres seit 1987 heißt die Anlage „Militärische Liegenschaft Breitensee“.

## Geschichte

### Produktionsstätte
Bei dem zwischen 1916 und 1917 nach Plänen von Robert Oerley errichteten Stahlbetonbau handelte es sich um eine Produktionsstätte für optische Geräte der Carl-Zeiss-Werke. Ausgestattet war das auf einer Hügelkuppe im Westen Wiens errichtete Bauwerk mit einer Observatoriumskuppel, die Testzwecken diente.
Von 1918 bis 1929 stand der Bau leer und wurde erst an die Radiowerk Schrack AG aus Wien-Meidling verkauft. Die Philips Radioröhren Ges. m.b.H., Wien, eine Tochter des niederländischen Philips-Konzern, übernahm zunächst 1936 die Radiowerke Horny, firmierte diese in „Wiener Radiowerke AG“ (WIRAG) um und kaufte 1939 auch das Schrack-Werk an der Abbegasse.
Dort stellte man zunächst WIRAG-Röhrenempfänger und Philips-Elektronenröhren her. Ab 1940 wurden feinmechanische Instrumente für den Schiffs- und Flugzeugbau sowie u. a. für die Luftwaffe Lorenz-Landesystemempfänger hergestellt. Nach dem Kriegsende 1945 begann wieder die Produktion von Radioröhren.
1947 wurde hier das erste Tonbandgerät von Philips produziert und 1964 das erste Videogerät. In den 70er-Jahren folgten Radiorekorder.

### Nutzung durch Bundesheer
Zwischen 1985 und 1987 wurde das hier bestehende Werk abgesiedelt, seither wird das Areal unter dem Namen Militärische Liegenschaft Breitensee vom Bundesheer militärisch genutzt. Bis 2008 war diese Liegenschaft Standort der Heimatfunkstationen (Funkverbindung zu Auslandsmissionen) des österreichischen Bundesheeres. Die dort angebrachten Antennen und Funkstationen wurden abgebaut und im Rahmen einer Neustrukturierung in St. Johann im Pongau und Villach neu installiert.
Zudem diente das Areal dem Technischen Museum während des Umbaues in den Jahren 1992 bis 1999 als Außenlager diverser Exponate, die teilweise erst Jahre nach dem Umbau abgeholt wurden. Reste davon, etwa das einst vor dem Museum stehende Streckentübbing der Wiener U-Bahn, befinden sich immer noch auf dem Gelände. Im Jahr 2005 wurde der Verkauf des Areals beschlossen, welcher aber bis heute nicht vollzogen wurde.
Derzeit (2021) dienen die Gebäude als Ausbildungswerkstätte für Kfz- und Panzertechnik der Heereslogistikschule sowie als Heeressportzentrum.